# Vincent Perriot
Vincent Perriot, né le 15 avril 1984 à Olivet (Loiret), est un auteur français de bandes dessinées.

## Biographie
Vincent Perriot est né à Olivet le 15 avril 1984. Il étudie à l'Ecole européenne supérieure de l'image d'Angoulême et met en ligne ses premiers dessins sur le site Internet communautaire Coconino. Après ses études, il participe à la revue collective Clafoutis des éditions de la Cerise, puis il commence à publier ses propres œuvres. Il déménage à Paris et collabore aux décors du film d'animation Le Chat du Rabbin. Avec Arnaud Malherbe, il adapte en bande dessinée le téléfilm Belleville story,.

## Œuvres
- Entre deux, comme scénariste et dessinateur, éditions de la Cerise, 2007  (ISBN 2-9519498-4-7)
- Taïga rouge[3], comme dessinateur, coll. Aire Libre, Dupuis, 2008  (ISBN 978-2-8001-4166-4)
- Belleville story, scénario de Arnaud Malherbe, Dargaud

1. Avant minuit, 2010  (ISBN 978-2-205-06376-9)
2. Après minuit, 2010  (ISBN 978-2-205-06649-4)

- DOG, comme scénariste et dessinateur, éditions de la Cerise, 2011  (ISBN 978-2-918596-01-1)
- Paci, trilogie, comme scénariste et dessinateur, couleurs d'Isabelle Merlet, Dargaud[4]

1. Bacalan, 2014  (ISBN 978-2-205-07197-9),
2. Calais, 2014  (ISBN 978-2-205-07239-6)
3. Rwanda, 2015  (ISBN 978-2-205-07381-2) - Sélection officielle du Festival d'Angoulême 2016.

- Negalyod, comme scénariste et dessinateur, couleurs Florence Breton, Casterman.

1. Negalyod,  2018  (ISBN 978-2-203-15237-3)
2. Le Dernier Mot,  2021  (ISBN 978-2-203-20278-8)

- Ressources - Un défi pour l'humanité[5], comme dessinateur, Casterman, 2024  (ISBN 978-2-203-27598-0)

## Récompenses
- 2001: Grand écureuil d'or au festival d'Angoulême[réf. nécessaire]
- 2005 : Prix jeune talent au festival d'Angoulême[réf. nécessaire]
- 2009 : Prix jeune talent de la BD, avec Arnaud Malherbe [6]
- 2019 : Prix Saint-Michel du scénario pour Negalyod[7]